# Удмуртская мифология
Удму́ртская мифоло́гия — совокупность мифологических воззрений удмуртов. Часть общей финно-угорской мифологии.

## Генезис
Базовой основой развития удмуртской мифологии является финно-угорская мифология. По мере распада финно-угорской и прапермской языковых общностей начала формироваться собственно удмуртская мифология. В ходе своего формирования она испытала значительное влияние духовной культуры сначала ираноязычных степных народов (скифов, сарматов, аланов), затем тюркских кочевых народов и особенно волжских булгар, и, наконец, начиная с середины 1 тыс. н. э. духовная культура удмуртов начинает испытывать огромное влияние со стороны Русского государства и русских, ещё более усилившееся во время христианизации удмуртов в XVII-XIX веках. Описывая влияние ислама и христианства на удмуртскую мифологию, некоторые исследователи говорят о религиозном синкретизме.
Таким образом, в удмуртской мифологии можно выделить несколько пластов:
- Финно-угорский (небесное божество, миф о нырянии за землёй (?)).
- Иранский (культ быка, коня).
- Тюркский мусульманский (антагонизм положительного и отрицательного божеств).
- Русский народно-христианский.

При этом есть мнение, что древний финно-угорский космогонический миф о нырянии за землёй мог не сохраниться у удмуртов, а был повторно заимствован у соседних народов или в ходе христианизации.

## Пантеон
Древнейшим божеством удмуртов, сохранившимся ещё со времён финно-угорского единства, является Инмар, бог неба. Помимо Инмара существовало несколько других верховных божеств — Кылдысин, Куазь, Инву, причём зачастую непонятно, идёт ли речь об эпитетах одного бога (Инмара) или об отдельных божествах. В частности, обычно языческие молитвы удмуртов (удм. куриськон) начинались словами «Остэ Инмаре, Кылдысине, Куазе…». Инву — «небесная влага» — это олицетворение дождя, который был чрезвычайно важен для земледельца. Верховному божеству, Инмару, противостоит божество-антагонист, которое под влиянием ислама стало отождествляться с Шайтаном.
Поиск главного божества удмуртов вряд ли может завершиться успехом — его просто не существовало. Например, этнограф Г. Е. Верещагин сначала считал таковым воршуда, а позже — Нюлэсмурта. Д. Н. Островский считал, что тремя главными божествами удмуртов были Инмар, Кереметь и Шайтан, а Н. Г. Первухин настаивал, что таковыми были Инмар, Кылдысин и Куазь. П. Н. Луппов говорил о триаде Инмар, Кылдысин и Кереметь (Луд). Лишь под влиянием ислама и христианства на первый план выходит Инмар, который практически сливается с христианским Богом.
По мнению Н. Г. Первухина, верховная триада божеств удмуртов (Инмар, Кылдысин и Куазь) соответствует тройственному делению мира (небо, воздушное пространство и земля), и некоторые современные исследователи поддерживают данную точку зрения. Современный исследователь В. С. Чураков не разделяет мнения Первухина и считает, что Инмар, Кылдысин и Куазь — это разные имена, или эпитеты, одного верховного божества удмуртов. Существование божественной «триады» удмуртского пантеона сомнительно, учитывая тот факт, что удмуртская мифология никогда не представляла собой стройную и единую систему воззрений.
Значительное место в верованиях удмуртов занимал воршуд — первопредок-покровитель рода.

## Мифические существа
В удмуртской мифологии весьма многочисленны низшие духи: Вумурт — водяной, Гидмурт — дух хлева, Нюлэсмурт — дух леса, Тӧлпери — дух ветра, Коркамурт — домовой, Ягпери — дух бора, Лудмурт — дух луга и поля, и др. По мере развития социально-экономических отношений, вторая часть имён низших духов мурт «человек» зачастую заменялась на кузё «хозяин». Весьма многочисленны были и враждебные человеку существа, приносящие вред, несчастья и болезни. Особняком стоит такое мифическое существо, как Палэсмурт «получеловек». В древности, по преданиям удмуртов, на земле жили великаны — Алангасары и Зэрпалы.